# نحو مونتاغيو
يمثل نحو منتاغيو (MG من Montague grammar) ذروة المعالجة المنطقية للغات، فلم تعد الدلالة تابعة للتركيب كما في نموذج تشومسكي، ولم يعد التركيب تابعا للدلالة كما في الدلالة التوليدية، فقد أفلح نحو منتاغيو في أن يوحد ما بين التركيب والدلالة على أساس من وجود علاقة «واحد إلى واحد» ما بين القواعد التركيبية والقواعد الدلالية ووضع الأساليب المنهجية لاشتقاق معنى الجملة مباشرة من معاني عناصرها التركيبية.
لقد حسم ريتشارد مونتاغيو بذالك قضية محورية في ما يخص علاقة التركيب بالدلالة وقد نجح في تطبيق نموذجه على شريحة كبيرة من نحو اللغة الإنجليزية، ليسقط بذالك الحاجز الذي يفصل بين اللغات الصورية (لغة المنطق والرياضيات) واللغات الطبيعية (الإنجليزية وغيرها)، وهو ما أدى بدوره الي إسقاط الحاجز بين اللغات الطبيعية واللغات الاصطناعية المستخدمة في الحاسوب (كلغات البرمجة ولغات التخاطب مع قواعد البيانات).
استند نحو منتاغيو على المنطق الطوري والمنطق الزمني ومنطق المستندات، واتخد من النحو المقولي وسيلته لصياغة تمتيلاته اللغوية التركيبية- الدلالية.

## المصدر
- كتاب الفجوة الرقمية- سلسلة عالم المعرفة- غشت -2005 - العدد 318 تاليف: د. نبيل علي - د. نادية حجازي.)ص (329: